# Marionette (film, 2017)
Pour les articles homonymes, voir Marionnette (homonymie).
Pour plus de détails, voir Fiche technique et Distribution.
Marionette (hangeul : 나를 기억해 ; RR : Naleul gieokhae ; litt. « Souviens-toi de moi ») est un film sud-coréen réalisé par Lee Han-wook, sorti en 2017.
Il s'agit de son premier long métrage.

## Synopsis
Han Seo-rin, une enseignante, reçoit une photo d'elle dénudée. Accompagnée de l'inspecteur Oh Gook-cheol, elle enquête pour démasquer le responsable.

## Fiche technique
Sauf indication contraire ou complémentaire, les informations mentionnées dans cette section peuvent être confirmées par la base de données KMDb
- Titre original : 나를 기억해 (Nareul gieokhae)
- Titre anglophone : Marionette
- Réalisation et scénario : Lee Han-wook
- Musique : Kim Dong-uk et Kim Chae-eun
- Décors : Jeong Seong-gyun
- Costumes : Lee Jeong-eun
- Photographie : Park Gyeong-gyun
- Montage : Won Chang-jae
- Production : n/a
- Société de production : n/a
- Société de distribution : Kidari Ent
- Pays de production :  Corée du Sud
- Langue originale : coréen
- Format : couleur
- Genres : thriller policier
- Durée : 102 minutes
- Dates de sortie :
  - Inde : novembre 2017 (festival international du film d'Inde)
  - Corée du Sud : 19 avril 2018

## Distribution
- Lee Yoo-young : Han Seo-rin
- Kim Hee-won : Oh Gook-cheol
- Oh Ha-nee : Yang Se-jeong
- Lee Hak-joo : Kim Dong-jin
- Kim Da-mi : Yoo Min-ah
- Kim Young-sun : Han Soon-jeong
- Lee Je-yeon : Kim Jin-ho
- Jang Hyuk-jin : Jo Young-jae
- Ko Kyu-pil : l'inspecteur Moon
- Kang Ji-sub : Woo-hyeok

## Production

### Tournage
Le tournage commence en décembre 2016.

## Accueil
Marionette est présenté en « compétition internationale », en avant-première, en novembre 2017, au festival international du film d'Inde.
Il sort le 19 avril 2018 en Corée du Sud.